# قرار مجلس الأمن التابع للأمم المتحدة رقم 1640
قرار مجلس الأمن التابع للأمم المتحدة رقم 1640، المتخذ بالإجماع في 23 نوفمبر 2005، بعد إعادة التأكيد على جميع القرارات المتعلقة بالحالة بين إريتريا وإثيوبيا، وخاصة القرار 1622 (2005)، طالب المجلس إريتريا برفع القيود المفروضة على حركة بعثة الأمم المتحدة في إثيوبيا وإريتريا.
تم تمرير القرار بعد أن هدد مجلس الأمن بفرض عقوبات على البلدين في حالة اندلاع الحرب. خرقت القوات الإثيوبية لفترة وجيزة المنطقة منزوعة السلاح ورفضت إريتريا القرار باعتباره انعكاسًا لـ «المصالح الضيقة للقوى الكبرى [في العالم]».

## القرار

### أعمال
وأدان المجلس القيود التي فرضتها إريتريا على البعثة وطالب بالتراجع عنها بالكامل. ودعا كلا من إثيوبيا وإريتريا إلى ممارسة ضبط النفس والامتناع عن التهديدات واستخدام القوة، وإعادة نشر قواتهما إلى مستويات 16 كانون الأول / ديسمبر 2004. طُلب من الأمين العام كوفي أنان تقديم تقرير خلال 40 يومًا حول الامتثال لمطالب مجلس الأمن.
واختتم القرار بحث إثيوبيا على قبول قرار لجنة الحدود بين إثيوبيا وإريتريا، والترحيب بجهود البلدان المساهمة بقوات في بعثة الأمم المتحدة في إثيوبيا وإريتريا

## روابط خارجية
- نص القرار في undocs.org